# Hedwig von Wolhusen
Hedwig von Wolhusen, auch Hedwig von Voulhousen (* vor 1070; † nach 1070) war eine Äbtissin des Fraumünsters in Zürich.

## Leben
Hedwig von Wolhusen, in alter Schreibweise Vuolhusen, wird in der Einsiedler Chronik von 1494 von Albrecht von Bonstetten als Äbtissin des Fraumünsters in Zürich im 11. Jahrhundert erwähnt. Sie habe den Frauenkonvent geleitet, nachdem sie 1070 zeitgleich mit ihrem Ehemann Seliger von Wolhusen, dem späteren Abt von Einsiedeln, ins Kloster eingetreten sein soll. Aus diesem letzten Viertel des 11. Jahrhunderts stammt auch der älteste Professritus der Fraumünsterabtei, der von strenger Beachtung der Ordensregeln zeuge. Weiter ist Hedwig von Wolhusen urkundlich nicht belegt.